# François de Faucon
François de Faucon est un prélat français né à Montpellier et mort à Carcassonne le 22 septembre 1565.
Il occupe successivement les fonctions d'évêque de Tulle, Orléans, Mâcon puis Carcassonne.

## Biographie
François de Faucon naît à Montpellier dans une famille florentine exilée. Il est le fils de Falcon de Faucon (ou Falco Falconi) et de Charlotte Bucelli.
Archidiacre de Chartres, conseiller du roi, il occupe successivement les fonctions d'évêque de Tulle de 1544 à 1550, d'Orléans de 1550 à 1551, de Mâcon de 1551 à 1553 et de Carcassonne de 1553 à 1565.
Il est l'oncle de Claude de Faucon, nommé abbé de l'abbaye de Franquevaux le 11 août 1565.